# San Marzano Oliveto
San Marzano Oliveto (San Marsan in piemontese) è un comune italiano di 944 abitanti della provincia di Asti nel territorio storico dell'Astesana, in Piemonte.
Il Comune di San Marzano Oliveto ha deliberato il recesso dalla Comunità Collinare Val Tiglione e dintorni a far data dal 01.01.2022. Entrata il 1º gennaio 2014 ha fatto parte dell'Unione insieme ai Comuni di Agliano Terme, Azzano d'Asti, Castelnuovo Calcea, Mombercelli, Montaldo Scarampi, Rocca d'Arazzo, Vinchio.

## Geografia fisica
Il Comune di San Marzano Oliveto, si trova in posizione panoramica, a 300 metri sul livello del mare. È visibile dalla strada provinciale n. 6 (per Asti).
Il paesaggio di S. Marzano ricorda a tratti quello toscano ed umbro e per la sua quiete quasi mistica, un'attrazione irresistibile sugli stranieri, non pochi dei quali l'hanno scelto come propria residenza, almeno per una parte dell'anno. Tra questi il pittore tedesco Viktor Mòllerstaedt, le cui opere, esposte in diverse mostre locali, consistenti in progetti scenografici, si ispirano all'arte quattrocentesca italiana.

## Storia

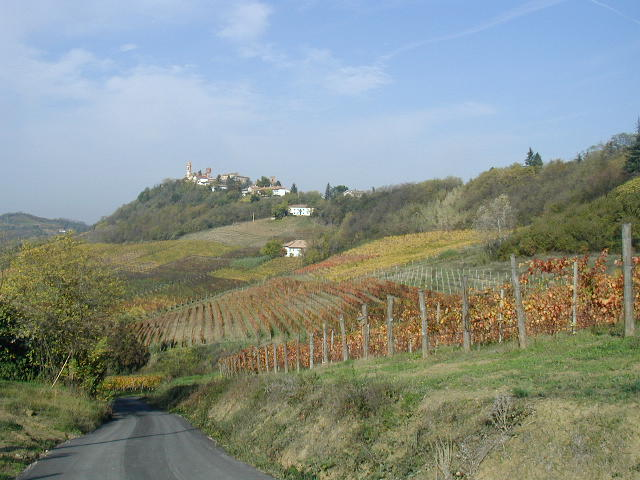
Panorama

### Origini
Il nome di San Marzano fu imposto per deferenza verso san Marziano, forse primo vescovo di Tortona (IV secolo) o vescovo di Ravenna martirizzato a Tortona.
Nel 1862 fu aggiunta la denominazione di "Oliveto" poiché, secondo alcuni, vi prosperava, in epoche antiche, l'ulivo.
Una gelata eccezionale avrebbe distrutto gran parte delle piante. A conforto di questa ipotesi, suffragata dall'esistenza di un antico torchio nella vicina Santo Stefano Belbo, si indicano gli ulivi che, ai giorni nostri, continuano a prosperare, anche se non numerosi, in alcuni fondi.
L'ipotesi di una coltivazione dell'olivo praticata nel Medioevo è messa in discussione da quella che fa derivare il toponimo da "pendio" (rivé).
Infatti il paese sorge su un colle un po' scosceso (a 301 metri di altitudine).
L'origine del paese si fa risalire agli antichi Liguri, ma è con l'arrivo dei Romani che si hanno le prime notizie e testimonianze dell'antichità sanmarzanese.
Secondo la tradizione, le quattro torri del castello, ora scomparse, erano di costruzione romana.
Una targa della Sovrintendenza ai Beni Culturali fa riferimento a ciò nel presentare l'opera: 

### Il medioevo e gli Asinari
La storia di San Marzano Oliveto come quella di Moasca (con cui dal 1929 fino al dopoguerra ha unificato la sua amministrazione), di Calamandrana, di Rocchetta Tanaro, di Calosso è legata a quella di Canelli.
Tutti coinvolti nella lotta tra Asti e Alessandria e il Marchese del Monferrato.
Dalla metà del Trecento San Marzano è in mano agli Asinari, signori anche di Costigliole e Moasca e di altri paesi.
Nel 1280 Bonifacio Asinari, ricco mercante astigiano lasciò le proprie ricchezze ai figli; due di loro, Bonifacio e Tommaso divennero comproprietari del feudo di San Marzano.
A ricordo della presenza di questa famiglia, nel territorio di San Marzano esiste una località che ha conservato il toponimo di valle Asinari.

### L'età moderna
Nel 1771, Filippo Valentino Asinari fu infeudato primo marchese di San Marzano e Caraglio; il figlio Filippo Antonio Maria (1767-1828), fu consigliere di Stato ed inviato da Napoleone Bonaparte come ambasciatore a Berlino. Divenne nel 1808 conte dell'Impero e nel 1813 senatore e reggente del Piemonte.
La Resistenza a San Marzano iniziò prima che in altri paesi della zona.
Il 24 e il 25 dicembre 1943, prima da Nizza Monferrato e poi da Asti, vi furono duri rastrellamenti da parte di soldati della Repubblica di Salò, con perquisizioni nelle case.
Non trovandovi partigiani, vennero presi quattro ostaggi e portati nelle carceri di Asti. Con accanimento si ripeterono i rastrellamenti da parte delle Brigate Nere, dei militari della "Muti", dei Tedeschi.

### Simboli
L'antico stemma del comune è stato concesso con decreto del presidente della Repubblica del 12 maggio 1953 e si blasona: di azzurro, al castello d'argento, torricellato di uno, merlato alla guelfa, aperto e finestrato del campo, sormontato da una corona all'antica d'oro, con il motto Virtus addidit. Il simbolo della torre è ripreso dallo stemma della famiglia Asinari, signori di San Marzano tra il XIII ed il XVII secolo.
Il gonfalone è un drappo azzurro.

## Monumenti e luoghi d'interesse

### Architetture civili

#### Castello

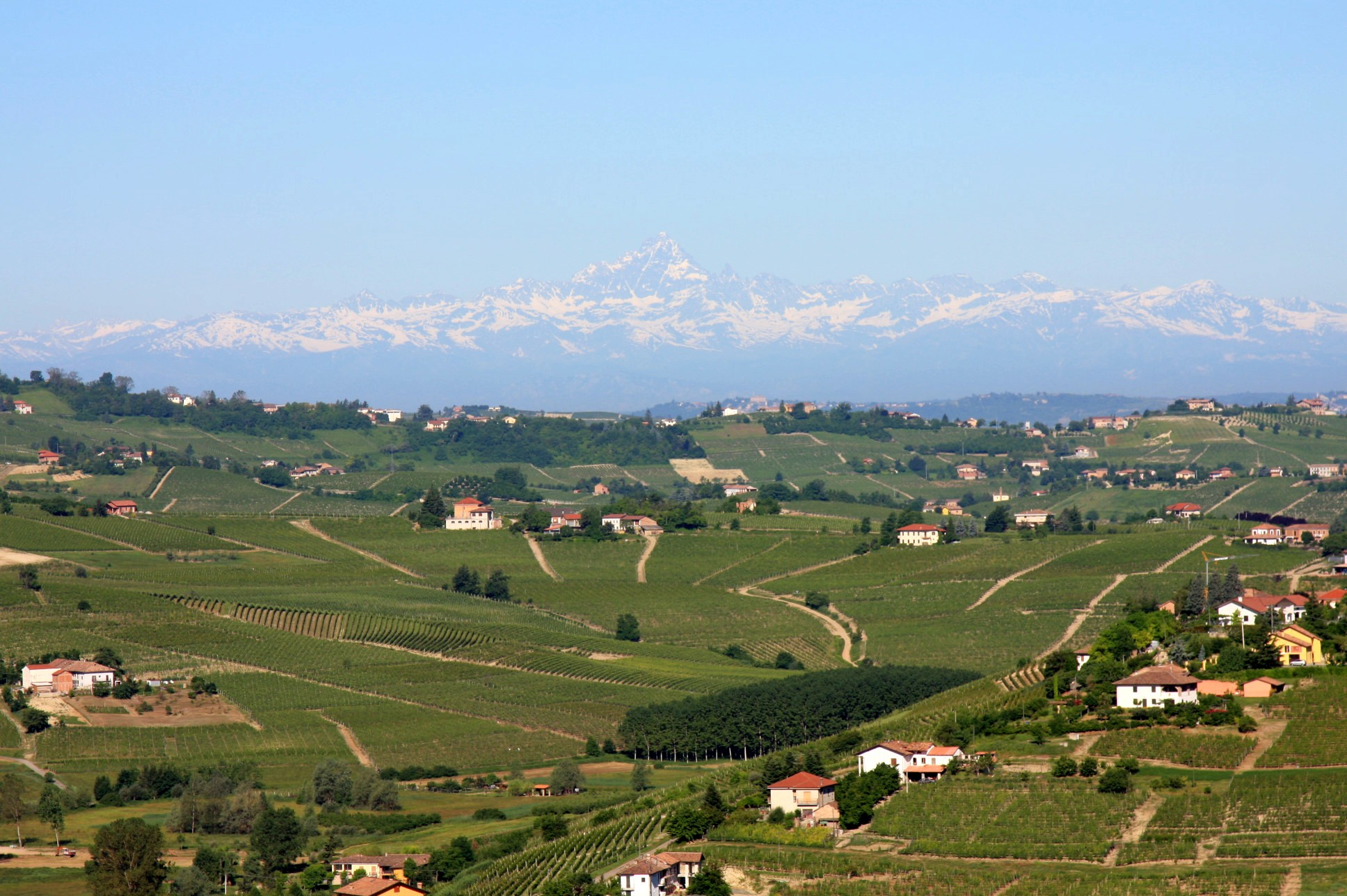
Panorama verso il Monviso da San Marzano Oliveto

Citato dall'Alfieri come San Marzano di Acquosana, i primi documenti riguardanti il castello risalgono alla nascita del Contado di Acquosana (l'antico territorio di Acqui Terme).
Il castello, forse di origine romana ad opera degli Asinari assunse le caratteristiche di un vero e proprio baluardo difensivo costruendovi ai quattro lati torri angolari quadrate, una delle quali è ancora munita di caditoie.
Dopo l'occupazione degli Spagnoli nel 1655, gli Asinari ne ripresero possesso e trasformarono la fortezza in residenza di campagna.

### Architetture religiose

#### Chiesa parrocchiale di San Marziano
Degna di nota è la chiesa dedicata a san Marziano, in stile rinascimentale classico, ad una navata con presbiterio e coro in stile neoclassico, che sorge sulla piazza del Castello, fondata nel XIII secolo, venne ampliata tra il 1758 al 1763 e restaurata nel 1843.
Le pitture interne risalgono principalmente al XIX secolo e sono attribuite alla scuola di Lorenzo Ivaldi, attivo in Piemonte in quel periodo.

#### Chiesa dei Battuti
Costruita sotto le scuderie del castello, l'ex chiesa-oratorio dei Santi Pietro e Paolo e di proprietà della Confraternita omonima (ora sconsacrata) venne costruita all'inizio del Settecento ed ampliata e rimaneggiata dopo la metà dello stesso secolo aggiungendovi la sacrestia.
Dopo i restauri conservativi e ricostruttivi del 2003 con il finanziamento europeo, su indicazioni dell'architetto Maurizio Testa, ora è la sede del Centro Culturale Polivalente, inaugurato il 22 ottobre 2005.

#### Chiese campestri
San Marzano presenta quattro chiese campestri di interesse storico artistico:
- Sant'Antonio,
- San Rocco, in regione Chierina,
- Santissima Annunziata, in regione Corte,
- Santa Libera che prende il nome da una precedente costruzione del XVII secolo sul Monte Oliveto che ora non esiste più, la nuova chiesa sorge in regione Marziano

#### Tempio Metodista
La Comunità Metodista di San Marzano Oliveto nacque grazie alla testimonianza di alcuni esponenti del Metodismo provenienti dall'America, e nel periodo in cui in tutta Italia si diffondeva la parola di Dio portata da missionari, trovò in San Marzano terreno fertile per crescere e diffondere il Vangelo, le prime conversioni già dal 1886.
La comunità nascente crebbe in numero e spirito, e prima della grande emigrazione dagli anni 1910-1920 i membri superavano il centinaio.
Testimonianze raccontavano che i fedeli durante il Culto domenicale erano costretti a stare in piedi e in alcuni casi, anche fuori, davanti alla porta perché non vi era più posto a sedere.
Diverse attività e iniziative culturali fecero crescere il prestigio e della comunità e anche del paese; in particolare venne fondata una biblioteca; si tenevano lezioni serali di fisiologia ed igiene, mirabile è stata l'istituzione della scuola elementare che preparava anche gli alunni del paese; bisogna ricordare che le scuole pubbliche finivano alla 3ª elementare, mentre nel Tempio Metodista gli alunni venivano preparati fino in 5° e 6° elementare; poi si accedeva agli esami di stato. 
L'edificio è posto all'inizio del paese dove la collina digrada con armonia, nella zona più illuminata, a sud. All'interno vi è una grande sala di culto dove troneggiano sei colonne in ghisa; di fronte, sulla parete di sinistra è affrescato a pergamena il Padre Nostro, mentre a destra il Gran Comandamento, Matteo 22 v. 37, e al centro Noi predichiamo Cristo, Cristo Crocifisso.
Ai piani superiori ci sono i locali delle antiche aule, e l'appartamento pastorale. All'esterno svetta una magnifica torre merlata, panoramica, dove al suo interno c'è una campana, forse l'unica in Italia in un Tempio Metodista.
Anche le cantine sono molto ampie, in questi ultimi anni sono state restaurate, c'è un ampio salone ed una Vasca Battesimale, ed anche un pozzo di acqua sorgiva al suo centro. 
Su una parete laterale della sala del culto v'è una targa in marmo scolpito a ricordo della inaugurazione che reca le seguenti parole: La Chiesa Metodista Episcopale, col generoso concorso dei fratelli di America e di San Marzano, sotto gli auspici dell'anziano presidente Dr. William Burt, e la direzione dei pastori G. Pons, P. Gay e P. Innocenti, questo Tempio eresse, ed il 20 settembre 1897 dedicò alla Gloria di Dio.
Ancora oggi c'è una piccola comunità che qui si raduna e porta avanti la sua testimonianza di fede ed esempio, nelle sfide della vita e ai tempi futuri.

## Società

### Evoluzione demografica
Abitanti censiti

## Economia

L'agricoltura è l'attività principale e tradizionale di S. Marzano.
La superficie coltivabile costituisce il 75% della superficie totale. Gli addetti all'agricoltura sono circa 300. Il clima mite e le caratteristiche geomorfologiche favoriscono la frutticoltura (a cui sono destinati 220 ettari) e in particolare la melicoltura (con circa 200 addetti) che, dopo un periodo di crisi dovuta alla concorrenza delle regioni nord orientali d'Italia, si è ripresa bene.
Grazie alla intraprendenza di alcuni produttori la produzione annuale di mele è di circa 40 000 quintali. Per l'80% della qualità Golden Delicious, il restante 20% dei tipi Stark e Cuper.
Un gruppo di produttori sanmarzanesi ha costituito, qualche anno fa, un Consorzio di promozione delle mele con il marchio "Divina".
Esiste anche una buona produzione di vino (soprattutto Barbera).
Da alcuni anni, per iniziativa dapprima della Chiesa Metodista, poi del Comune, ospita dei campi di lavoro: molti giovani, provenienti da altre regioni di Italia e d'Europa, trascorrono un periodo estivo al servizio della comunità, compiendo lavori utili.

### Industria
Pure collegata all'agricoltura è la realtà industriale, sorta recentemente alle pendici del colle, lungo le direttrici per Canelli e Nizza Monferrato. Si tratta di piccole e medie aziende meccaniche ed enomeccaniche.

### Enogastronomia
Legata all'agricoltura, l'enogastronomia costituisce una recente fonte di reddito per alcune famiglie che affiancano l'attività agrituristica alla tradizionale coltivazione della terra.

## Amministrazione
Di seguito è presentata una tabella relativa alle amministrazioni che si sono succedute in questo comune.
| Periodo        | Periodo        | Primo cittadino    | Partito                                                     | Carica  | Note  |
| -------------- | -------------- | ------------------ | ----------------------------------------------------------- | ------- | ----- |
| 8 luglio 1985  | 19 maggio 1990 | Giovanni Scagliola | -                                                           | Sindaco | [ 9 ] |
| 19 maggio 1990 | 24 aprile 1995 | Giovanni Scagliola | -                                                           | Sindaco | [ 9 ] |
| 24 aprile 1995 | 14 giugno 1999 | Ezio Terzano       | centro                                                      | Sindaco | [ 9 ] |
| 14 giugno 1999 | 14 giugno 2004 | Ezio Terzano       | lista civica                                                | Sindaco | [ 9 ] |
| 14 giugno 2004 | 8 giugno 2009  | Giovanni Scagliola | lista civica                                                | Sindaco | [ 9 ] |
| 8 giugno 2009  | 26 maggio 2014 | Giovanni Scagliola | lista civica                                                | Sindaco | [ 9 ] |
| 26 maggio 2014 | 26 maggio 2019 | Giovanni Gabri     | lista civica Unione sanmarzanese                            | Sindaco | [ 9 ] |
| 26 maggio 2019 | 9 giugno 2024  | Giovanni Scagliola | lista civica Insieme per San Marzano Oliveto                | Sindaco | [ 9 ] |
| 9 giugno 2024  | In corso       | Pierangelo Bordino | lista civica San Marzano Oliveto: Giovani per il territorio | Sindaco | [ 9 ] |